# سیکوخ
سیکوخ (به لاتین: Sikukh) یک منطقهٔ مسکونی در روسیه است که در داغستان واقع شده‌است.